# レナード・コーエン

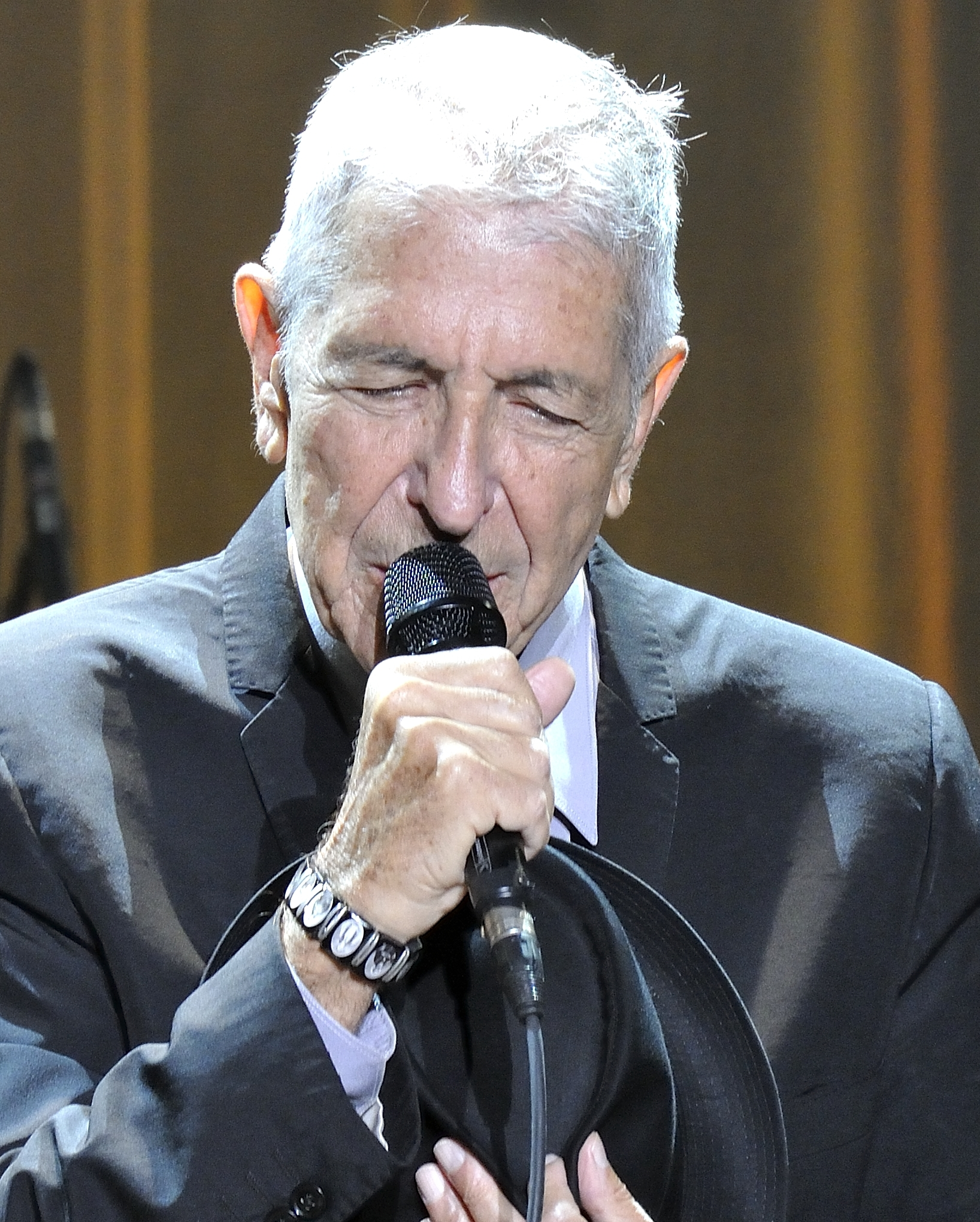
レナード・コーエン（2013年）

レナード・コーエン（英: Leonard Cohen、1934年9月21日 - 2016年11月7日）は、カナダのシンガーソングライター、詩人、小説家。80歳を超えた後もアルバムをリリースするなど、精力的に活動した。代表曲は「ハレルヤ」（1984年）など。
「Q誌の選ぶ歴史上最も偉大な100人のシンガー」において第54位。元々は詩人で、17歳で飛び級入学した大学時代に詩集を出版した。シンガーソングライターとしては、33歳の頃にファーストアルバムをリリースするなど遅咲きであった。

## 経歴

### 幼少・少年時代
1934年、ケベック州モントリオールの裕福な中流ユダヤ系家庭に生まれる。父親はモントリオールで大きな服飾店を経営。コーエンにとってショッキングな出来事は、彼が9歳の時に父親が他界したことだったが、父はコーエンが勉学を出来る程度の信託財産を残していた。少年時、詩や作家としてコーエンを奨励したのは母親だった。13歳でギターを弾き始め、地元のカフェでカントリー&ウエスタンの曲を演奏する。

### 詩人・小説家
1951年、マギル大学に入学し詩人としてのキャリアを積む。コーエンはマギル討論会議の代表に就き1956年、在学中に最初の詩集『Let Us Compare Mythologies』（「神話を生きる」と題されて日本でも出版された）を出版した。1961年に出版した2作目の詩集『The Spice-Box of Earth』で特に母国カナダで詩人として知られるようになる。1960年代には主に詩人、小説家として活動する（2作目の小説『嘆きの壁』が翻訳されて集英社より出版されていたが、現在は絶版）。台湾の政務委員（デジタル担当）を務めるオードリー・タンは、著書の中で「私が好きなレナード・コーエンの詞の一節」として「すべてのものにはヒビがある。そして、そこから光が差し込む。」（Anthemより）という一節を紹介している。

### シンガーソングライター
コーエンはピート・シーガー、トム・パクストン、フィル・オクス、グレアム・オールライトらと同様、社会派のブロードサイド・バラッドを歌う歌手として位置づけられていた。4作目の詩集『Parasites of Heaven』（1966年）に収められた「スザンヌ」が同年11月、ジュディ・コリンズによってカバーされる。それがコロムビア・レコードでボブ・ディランのプロデューサーを務めていたジョン・ハモンドの目に止まり、アメリカでのコーエンのレコード・デビューが決まる。1967年12月27日、デビュー・アルバム『レナード・コーエンの唄』を発表。商業的なヒットとはならないも、シンガーソングライターとしてのコーエンの名を広く知らしめた。
1960年代から禅に傾倒し、ロサンゼルス近郊のマウント・ボールディ禅センターで佐々木承周に師事する。1975年にお忍びで来日するが、公演は実現していない。京都の禅寺などを見て回り、新・都ホテルに滞在した。
2016年11月10日、自身のフェイスブックにて死去したことが公表された。82歳没。

## 受賞歴など
- 1968年、詩選集 (1956–1968) カナダ総督賞（Governor General's Award カテゴリー：英語における詩およびドラマ）に選ばれる。
- 1991年、Canadian Music Hall of Fameに選ばれる。
- 1996年、臨済宗の和尚となる
- 2004年、カナダ勲章を受章
- 2004年、Beautiful Losers 2005に選ばれる。
- 2006年、ベストソングライター・オブ・カナダ (Canadian Songwriters Hall of Fame) に選ばれる。
- 2008年、ロックの殿堂 (Rock and Roll Hall of Fame) 入りを果たす。
- 2011年、アストゥリアス皇太子賞文学部門を受賞

## ディスコグラフィ

### スタジオ・アルバム
- 『レナード・コーエンの唄』 - Songs of Leonard Cohen (1967年)
- 『ひとり、部屋に歌う』 - Songs from a Room (1969年) ※旧邦題『現代の吟遊詩人レナード・コーエン』
- 『愛と憎しみの歌』 - Songs of Love and Hate (1971年)
- 『愛の哀しみ (古い儀式に新しい肌)』 - New Skin for the Old Ceremony (1974年)
- 『ある女たらしの死』 - Death of a Ladies' Man (1977年)
- 『最近の唄』 - Recent Songs (1979年)
- 『哀しみのダンス』 - Various Positions (1984年)
  - このアルバムに収められた「ハレルヤ」は、ジェフ・バックリィをはじめとして、非常に多くのアーティストにカバーされている[11]。
- 『特捜刑事マイアミ・バイス』 -Miami Vice(1985年) テレビシリーズの1エピソード
- 『アイム・ユア・マン』 - I'm Your Man (1988年) ※旧邦題『ロマンシェード』
- 『フューチャー』 - The Future (1992年)
- 『テン・ニュー・ソングズ』 - Ten New Songs (2001年)
- 『ディア・ヘザー』 - Dear Heather (2004年)
- 『オールド・アイディア』 - Old Ideas (2012年)
- 『ポピュラー・プロブレムズ』 - Popular Problems (2014年)
- 『ユー・ウォント・イット・ダーカー』 - You Want It Darker (2016年)
- 『サンクス・フォー・ザ・ダンス』 - Thanks for the Dance (2019年)

### ライブ・アルバム
- 『ライヴ・ソングス』 - Live Songs (1973年)
- 『コーエン・ライヴ』 - Cohen Live:Leonard Cohen in Concert (1994年)
- Field Commander Cohen:Tour of 1979 (2001年)
- 『ライヴ・イン・ロンドン』 - Live in London (2009年)
- Live at the Isle of Wight 1970 (2009年)
- 『ソングス・フロム・ザ・ロード』 - Songs from the Road (2010年)
- Live in Dublin (2014年)

### コンピレーション・アルバム
- 『ベスト・オブ・レナード・コーエン』 - The Best of Leonard Cohen / Greatest Hits (1975年)
- Liebesträume – Leonard Cohen singt seine schönsten Lieder (1980年) ※ドイツのみでリリース
- So Long, Marianne (1989年)
- 『モア・ベスト・オブ・レナード・コーエン』 - More Best of Leonard Cohen (1997年) ※新曲2曲を含む
- 『ベスト・オブ・レナード・コーエン - エッセンシャル・コレクション』 - The Essential Leonard Cohen (2002年)
- The Collection (2008年)
- Greatest Hits (2009年)
- The Complete Studio Albums Collection (2011年) ※初期アルバム11枚組ボックス

## カバーと関連作品
- 『僕たちレナード・コーエンの大ファンです。』 - I'm Your Fan (1991年) ※コーエンの作品を、R.E.M.、ニック・ケイヴ、ジョン・ケール他18組のアーティストがカバーしたトリビュートアルバム
- Blue Alert (2006年) ※Anjani Thomasのアルバム。プロデューサーを務めた。
- イアン・マッカロク - 「There is a War」のカバーを唄う。

## 著作

### 詩集
- Let Us Compare Mythologies. Montreal:Contact Press [McGill Poetry Series] （1956）（2007再版）
  - 「神話を生きる―レナード・コーエン詩集1 」諏訪優翻訳(1977/11)（JCA）
- The Spice-Box of Earth. Toronto:McClelland & Stewart, （1961）
  - 「大地の薬味入れ―レナード・コーエン選詩集2」川村元彦翻訳(1978/8)（JCA）
- Flowers for Hitler. Toronto:McClelland & Stewart, （1964）
- Parasites of Heaven. Toronto:McClelland & Stewart, （1966）
- Selected Poems 1956–1968. Toronto:McClelland & Stewart, （1968）
- The Energy of Slaves. Toronto:McClelland and Stewart, （1972） ISBN 0-7710-2204-2 ISBN 0771022034 New York:Viking, 1973.
- Death of a Lady's Man. Toronto:McClelland & Stewart, （1978） ISBN 0-7710-2177-1 London, New York:Viking, Penguin, （1979）（2010再版）
- Book of Mercy. Toronto:McClelland & Stewart, （1984）（2010再版）
- Stranger Music:Selected Poems and Songs. London, New York, Toronto:Cape, Pantheon, McClelland & Stewart, （1993）ISBN 0-7710-2230-1
- Book of Longing. London, New York, Toronto:Penguin, Ecco, McClelland & Stewart（2006） (poetry, prose, drawings) （ISBN 978-0-7710-2234-0
- The Lyrics of Leonard Cohen. London:Omnibus Press, （2009）ISBN 0-7119-7141-2
- Poems and Songs. New York:Random House (Everyman's Library Pocket Poets), （2011）
- Fifteen Poems. New York:Everyman's Library/Random House, （2012） (eBook)

### 小説
- The Favourite Game|The Favorite Game. London, New York, Toronto:Secker & Warburg, Viking P, McClelland & Stewart, （1963）
- The Favourite Game. Toronto:McClelland & Stewart [New Canadian Library], （1994再版） ISBN 978-0-7710-9954-0
- Beautiful Losers. New York, Toronto:Viking Press, McClelland & Stewart, 1966. Toronto:McClelland & Stewart [New Canadian Library], （1991） ISBN 978-0-7710-9875-8 McClelland & Stewart [Emblem], 2003. ISBN 978-0-7710-2200-5
  - 「歎きの壁」 (1970年) (現代の世界文学) 大沢正佳翻訳（集英社）

## 評伝
- Various Positions, A Life of Leonard Cohen（1996) Ira Nadel (Random House）
  - レナード・コーエン伝（2005/2）アイラ・ネーデル著、大橋悦子翻訳（夏目書房）